# Llebre de Townsend
La llebre de Townsend (Lepus townsendii) és una espècie de llebre de la família dels lepòrids. Viu a altituds d'entre 30 i 4.319 msnm a banda i banda a la frontera entre el Canadà i als Estats Units, a l'oest dels Grans Llacs de Nord-amèrica. Els seus hàbitats naturals són els herbassars oberts de plana i praderia i les deveses montanes i subalpines. Es nodreix d'herba, fòrbies i matolls. És una espècie en risc mínim, és a dir, no sembla que hi hagi cap amenaça significativa per a la seva supervivència. Fou anomenada en honor del naturalista, ornitòleg, escriptor i col·leccionista estatunidenc John Kirk Townsend.

## Subespècies
- L. t. campanius
- L. t. townsendii